# Запис у ресторану Нови запис (Звездара)
Запис у ресторану Нови запис (Звездара) се налази на парцели чији је власник Вељковић Јулијана.

## Локација
| Општина             | Београд Звездара                                                            |
| Катастарска општина | Звездара                                                                    |
| Потес               | Вељка Дугошевића                                                            |
| Координате          | 44° 48′ 18″ С; 20° 29′ 32″ И / 44.805100000000003° С; 20.492100000000001° И |
| Надморска висина    | 146m                                                                        |

## Карактеристике
Дендрометријске вредности утврђене на терену и сателитским снимцима:
| Стабло                     | Платан |
| Висина стабла              | m      |
| Обим дебла                 | m      |
| Пречник крошње             | 11m    |
| Пречник дебла              | m      |
| Висина дебла до прве гране | m      |

## База записа
Запис је у оквиру Викимедија пројекта "Запис - Свето дрво" заведен под редним бројем 0555.